# Prix de l'Abbaye de Longchamp
Groupe 1
Le prix de l'Abbaye de Longchamp est une course hippique de plat se déroulant le premier week-end du mois d'octobre, le jour du prix de l'Arc de Triomphe, sur l'hippodrome de Longchamp.
C'est une course de Groupe I réservée aux chevaux de 2 ans et plus, mâles, femelles et hongres. La première édition remonte à 1957 et tire son nom de l'Abbaye de Longchamp, fondée au XIIIe siècle par Isabelle de France. Labellisée groupe 2 lors de la création du système des groupes en 1971, la course accède au label groupe 1 en 1976.
Le prix de l'Abbaye de Longchamp se court sur la distance de 1 000 mètres, sur la ligne droite de Longchamp, et son allocation s'élève à 350 000 €. Le record de l'épreuve est détenu par la 3 ans Habibti, lauréate en 1983 dans le temps de 54"30.
Elle se déroule le même week-end que le prix de l'Arc de Triomphe, le prix du Cadran, le prix de l'Opéra, le prix Marcel-Boussac, le prix de la Forêt et le prix Jean-Luc-Lagardère.

## Palmarès
| Année | Vainqueur               | S/A     | Pays        | Père              | Jockey                      | Entraîneur             | Propriétaire                   | Deuxième           | Troisième          | Temps   |
| ----- | ----------------------- | ------- | ----------- | ----------------- | --------------------------- | ---------------------- | ------------------------------ | ------------------ | ------------------ | ------- |
| 2024  | Makarova                | F.5     | Royaume-Uni | Acclamation       | Tom Marquand                | Ed Walker              | Brightwalton Bloodstock        | Bradsell           | Believing          | 0'56"33 |
| 2023  | Highfield Princess      | F.6     | Royaume-Uni | Night of Thunder  | Jason Hart                  | John Quinn             | Trainers House Enterprises Ltd | Perdika            | Aesop's Fables     | 0'55"07 |
| 2022  | The Platinium Queen     | F.2     | Royaume-Uni | Cotai Glory       | Hollie Doyle                | Richard Fahey          | Middleham Park Racing XV       | White Lavender2    | Cœur de Pierre     | 0'58"65 |
| 2021  | A Case of You           | M.3     | Royaume-Uni | Hot Streak        | Ronan Whelan                | Adrian McGuinness      | Gary Devlin                    | Air de Valse       | Glass Slippers     | 0'58"02 |
| 2020  | Wooded                  | M.3     | France      | Wootton Bassett   | Pierre-Charles Boudot       | Francis-Henri Graffard | Al Shaqab Racing               | Glass Slippers     | Liberty Beach      | 0'58"52 |
| 2019  | Glass Slippers          | F.3     | Royaume-Uni | Dream Ahead       | Tom Eaves                   | Kevin Ryan             | Bearstone Stud Ltd             | So Perfect         | El Astronaute      | 0'58"04 |
| 2018  | Mabs Cross              | F.4     | Royaume-Uni | Dutch Art         | Gérald Mossé                | Michael Dods           | David W. Armstrong             | Gold Vibe          | Soldiers Call      | 0'57"11 |
| 2017  | Battaash                | H.3     | Royaume-Uni | Dark Angel        | Jim Crowley                 | Charles Hills          | Hamdan Al Maktoum              | Marsha             | Profitable         | 0'57"59 |
| 2016  | Marsha                  | F.3     | Royaume-Uni | Acclamation       | Luke Morris                 | Mark Prescott          | Elite Racing Club              | Washington DC      | Mecca's Angel      | 0'57"27 |
| 2015  | Goldream                | H.6     | Royaume-Uni | Oasis Dream       | Martin Harley               | Robert Cowell          | J.Sargeant & J.Morley          | Rangali            | Muthmir            | 0'54"79 |
| 2014  | Move In Time            | H.6     | Royaume-Uni | Monsieur Bond     | Daniel Tudhope              | David O'Meara          | Turton, Blackburn & Bond       | Rangali            | Moviesta           | 0'56"42 |
| 2013  | Maarek                  | H.6     | Royaume-Uni | Pivotal           | Declan P. McDonogh          | Barry Lalor            | Lisbunny Syndicate             | Catcall            | Hamza              | 0'57"50 |
| 2012  | Wizz Kid                | F.4     | France      | Whipper           | Gérald Mossé                | Robert Collet          | Maeve Mahony                   | Mayson             | Hamish Mcgonagall  | 1'01"17 |
| 2011  | Tangerine Trees         | H.6     | Royaume-Uni | Mind Games        | Tom A.Eaves                 | Bryan Smart            | Tangerine Trees Partn.         | Secret Asset       | Sole Power         | 0'55"53 |
| 2010  | Gilt Edge Girl          | F.4     | Royaume-Uni | Monsieur Bond     | Luke Morris                 | Clive Cox              | Wood Street & Harper           | Lady of The Desert | Mar Adentro        | 0'57"00 |
| 2009  | Total Gallery           | M.3     | Royaume-Uni | Namid             | Johnny Murtagh              | J.-S. Moore            | Coleman Bloodstock             | Fleeting Spirit    | War Artist         | 0'55"10 |
| 2008  | Marchand d'Or           | H.5     | France      | Marchand de Sable | Davy Bonilla                | Freddy Head            | Mme Jean-Louis Giral           | Moorhouse Lad      | Borderlescott      | 0'54"40 |
| 2007  | Benbaun                 | H.6     | Royaume-Uni | Stravinsky        | Pat Smullen                 | Mark Wallace           | Ransley, Birks, Hillen         | Kingsgate Native   | Desert Lord        | 0'56"70 |
| 2006  | Desert Lord             | H.6     | Royaume-Uni | Green Desert      | Jamie Spencer               | Kevin Ryan             | Bull & Bell Partnership        | Reverence          | Moss Vale          | 0'54"80 |
| 2005  | Avonbridge              | M.5     | Royaume-Uni | Averti            | Steve Drowne                | Roger Charlton         | D. J. Deer                     | Striking Ambition  | Fire Up The Band   | 0'56"90 |
| 2004  | Var                     | M.5     | Royaume-Uni | Forest Wildcat    | Frankie Dettori             | Clive Brittain         | Mohammed Rashid                | The Tatling        | Royal Millennium   | 0'55"00 |
| 2003  | Patavellian             | H.5     | Royaume-Uni | Machiavellian     | Steve Drowne                | Roger Charlton         | D. J. Deer                     | The Trader         | The Tatling        | 0'59"30 |
| 2002  | Continent               | M.5     | Royaume-Uni | Lake Coniston     | Darryll Holland             | David Nicholls         | Lucayan Stud                   | Slap Shot          | Zipping            | 0'57"20 |
| 2001  | Imperial Beauty         | F.5     | Royaume-Uni | Imperial Ballet   | Yutaka Take                 | John Hammond           | S.Magnier & M.Tabor            | Bahamian Pirate    | Pipalong           | 1'00"30 |
| 2000  | Namid                   | M.4     | Irlande     | Indian Ridge      | Johnny Murtagh              | John Oxx               | Lady Clague                    | Superstar Leo      | Pipalong           | 0'55"10 |
| 1999  | Agnes World             | M.4     | Japon       | Danzig            | Yutaka Take                 | Hideyuki Mori          | Takao Watanabe                 | Imperial Beauty    | Keos               | 1'01"40 |
| 1998  | My Best Valentine       | M.8     | Royaume-Uni | Try My Best       | Ray Cochrane                | Vic Soane              | The Valentines                 | Averti             | Sainte Marine      | 0'58"90 |
| 1997  | Carmine Lake            | F.3     | Royaume-Uni | Royal Academy     | John-A. Reid                | Peter Chapple-Hyam     | Robert Sangster                | Pas de Reponse     | Royal Applause     | 0'56"90 |
| 1996  | Kistena                 | F.3     | France      | Miswaki           | Olivier Doleuze             | Christiane Head        | Wertheimer et Frère            | Anabaa             | Hever Golf Rose    | 0'59"30 |
| 1995  | Hever Golf Rose         | F.4     | Royaume-Uni | Efisio            | Jason Weaver                | Joe Naughton           | Michael Hanson                 | Cherokee Rose      | Eveningperformance | 0'57"70 |
| 1994  | Lochsong                | F.6     | Royaume-Uni | Song              | Frankie Dettori             | Ian Balding            | Jeff Smith                     | Mistertopogigo     | Spain Lane         | 0'57"20 |
| 1993  | Lochsong                | F.5     | Royaume-Uni | Song              | Frankie Dettori             | Ian Balding            | Jeff Smith                     | Stack Rock         | Monde Bleu         | 0'59"70 |
| 1992  | Mr Brooks               | M.5     | Royaume-Uni | Blazing Saddles   | Lester Piggott              | Richard Hannon         | Paul Green                     | Keen Hunter        | Elbio              | 1'02"30 |
| 1991  | Keen Hunter             | M.4     | Royaume-Uni | Diesis            | Steve Cauthen               | John Gosden            | Cheikh Al Maktoum              | Sheikh Albadou     | Magic Ring         | 0'59"40 |
| 1990  | Dayjur                  | M.3     | Royaume-Uni | Danzig            | Willie Carson               | Dick Hern              | Hamdan Al Maktoum              | Lugana Beach       | Pharaohs Delight   | 0'58"70 |
| 1989  | Silver Fling            | F.4     | Royaume-Uni | The Minstrel      | John Matthias               | Ian Balding            | George Strawbridge             | Zadracarta         | Nabeel Dancer      | 0'59"90 |
| 1988  | Handsome Sailor         | M.5     | Royaume-Uni | Some Hand         | Michael Hills               | Barry Hills            | Robert Sangster                | Caerwent           | Silver Fling       | 0'57"00 |
| 1987  | Polonia                 | F.3     | Irlande     | Danzig            | Christy Roche               | Jim Bolger             | Henryk de Kwiatkowski          | La Grande Époque   | Tenue de Soirée    | 0'56"70 |
| 1986  | Double Schwartz         | M.5     | Royaume-Uni | Double Form       | Pat Eddery                  | Charlie Nelson         | Robert Sangster                | Parioli            | Hallgate           | 0'56"80 |
| 1985  | Committed               | F.5     | Irlande     | Hagley            | Michael Kinane              | Dermot Weld            | Allen Paulson                  | Vilikaia           | Parioli            | 0'55"20 |
| 1984  | Committed               | F.4     | Irlande     | Hagley            | Steve Cauthen               | Dermot Weld            | Robert Sangster                | Habibti            | Anitas Prince      | 0'59"80 |
| 1983  | Habibti                 | F.3     | Royaume-Uni | Habitat           | Willie Carson               | John L. Dunlop         | Mohamed Mutawa                 | Soba               | Sicyos             | 0'54"30 |
| 1982  | Sharpo                  | M.5     | Royaume-Uni | Sharpen Up        | Pat Eddery                  | A. Jeremy Tree         | Monica Sheriffe                | Fearless Lad       | Kind Music         | 1'01"20 |
| 1981  | Marwell                 | F.3     | Royaume-Uni | Habitat           | Walter Swinburn             | Michael Stoute         | Sir Edmund Loder               | Sharpo             | Rabdan             | 0'59"70 |
| 1980  | Moorestyle              | M.3     | Royaume-Uni | Manacle           | Lester Piggott              | Robert Armstrong       | Moores Furnishings Ltd         | Sharpo             | Valeriga           | 0'56"30 |
| 1979  | Double Form             | M.4     | Royaume-Uni | Habitat           | John Reid                   | F. Johnson-Houston     | Baronne Thyssen-Bornemisza     | Kilijaro           | Greenland Park     | 0'56"70 |
| 1978  | Sigy                    | F.2     | France      | Habitat           | Freddy Head                 | Christiane Head        | Ghislaine Head                 | Solinus            | Double Form        | 0'59"10 |
| 1977  | Gentilhombre            | M.4     | Royaume-Uni | No Mercy          | Paul Cook                   | Nell Adam              | J. Murrell                     | Madang             | Haveroid           | 0'56"00 |
| 1976  | Gentilhombre Mendip Man | M.3 M.4 | Royaume-Uni | No Mercy Manacle  | Terry McKeown Alfred Gibert | Nell Adam Aage Paus    | J. Murrell Mrs Jack Davis      | dead-heat          | Raga Navarro       | 1'00"30 |
| 1975  | Lianga                  | F.4     | France      | Dancer's Image    | Yves Saint-Martin           | Angel A. Penna, Sr.    | Daniel Wildenstein             | Primo Rico         | Mendip Man         | 0'59"20 |
| 1974  | Moubariz                | M.3     | France      | Sing Sing         | Henri Samani                | François Mathet        | S.A. Aga Khan                  | Ace of Aces        | La Poésie          | 0'59"70 |
| 1973  | Sandford Lad            | M.3     | Royaume-Uni | St Alphage        | Tony Murray                 | H. Ryan Price          | C. T. Olley                    | Abergwaun          | Supreme Gift       | 0'59"20 |
| 1972  | Deep Diver              | M.3     | Royaume-Uni | Gulf Pearl        | Bill Williamson             | Paul Davey             | David Robinson                 | Home Guard         | Primaticcio        | 0'57"00 |
| 1971  | Sweet Revenge           | M.4     | Royaume-Uni | Compensation      | Geoffrey Lewis              | T. A. Corbett          | Mrs Attenborough               | Swing Easy         | Calahorra          | 1'02"90 |
| 1970  | Balidar                 | M.4     | Royaume-Uni | Will Somers       | Lester Piggott              | John R. Winter         | D. Prenn                       | Huntercombe        | Raffingora         | 0'58"40 |
| 1969  | Tower Walk              | M.3     | Royaume-Uni | High Treason      | Lester Piggott              | Gerald B. Balding      | V.-W. Hardy                    | Mange Tout         | Pentathlon         | 0'59"00 |
| 1968  | Be Friendly             | M.4     | Royaume-Uni | Skymaster         | Geoffrey Lewis              | Cyril A. Mitchell      | P.-O. Sullivan                 | A Croquer          | So Blessed         | 1'00"20 |
| 1967  | Pentathlon              | M.3     | Royaume-Uni | Ennis             | Freddy Head                 | H. Danner              | F. Ostermann                   | Zeddaan            | Yours              | 0'59"50 |
| 1966  | Farhana                 | F.2     | France      | Abernant          | Yves Saint-Martin           | François Mathet        | S.A. Aga Khan                  | Yours              | Polytune           | 1'00"50 |
| 1965  | Silver Shark            | M.2     | France      | Buisson Ardent    | Yves Saint-Martin           | François Mathet        | S.A. Aga Khan                  | Holborn            | Cyparissia         | 0'59"70 |
| 1964  | Texanita                | F.3     | France      | Relic             | Yves Saint-Martin           | François Mathet        | François Dupré                 | Yours              | Revoquee           | 0'59"60 |
| 1963  | Texanita                | F.2     | France      | Relic             | Yves Saint-Martin           | François Mathet        | François Dupré                 | Vertueuse          | Lepinay            |         |
| 1962  | Fortino                 | M.3     | France      | Grey Sovereign    | Yves Saint-Martin           | François Mathet        | François Dupré                 | Lepinay            | French Plea        | 0'59"10 |
| 1961  | Lepinay                 | M.3     | France      | Buisson Ardent    |                             | Étienne Pollet         |                                | La Sega            | Hodell             | 1'01"20 |
| 1960  | High Bulk               | F.2     | France      | Nimbus            |                             | Étienne Pollet         |                                | Tanata             | Cocomel            | 1'01"50 |
| 1959  | Sly Pola                | F.4     | France      | Spy Song          |                             | Étienne Pollet         |                                | Barbaresque        | Edellic            |         |
| 1958  | Edellic                 | M.3     | France      | Relic             |                             | François Mathet        |                                | Ginetta            | Iadwiga            | 0'58"40 |
| 1957  | Texana                  | F.2     | France      | Relic             |                             | François Mathet        | François Dupré                 | Polic              | Mystic             |         |